# Bambu (The Caribou Sessions)
Bambu es un álbum de estudio sin terminar por el cantautor estadounidensne Dennis Wilson, baterista y fundador de The Beach Boys. En 2008 las grabaciones del álbum fueron compiladas como bonus track en la primera reedición en CD de Pacific Ocean Blue, su primer álbum de estudio editado en 1977. En 2017, la misma selección de pistas fue editada en abril bajo el nombre de Bambu (The Caribou Sessions).

## Lista de canciones
| Side one |                       |                                    |          |  |
| N.º      | Título                | Escritor(es)                       | Duración |  |
| 1.       | «Under the Moonlight» | Carli Muñoz                        | 3:55     |  |
| 2.       | «It's Not Too Late»   | Muñoz                              | 4:22     |  |
| 3.       | «School Girl»         | Dennis Wilson, Gregg Jakobson      | 2:22     |  |
| 4.       | «Love Remember Me»    | Wilson, Jakobson, Stephen Kalinich | 4:04     |  |

| Side two |                     |                                 |          |  |
| N.º      | Título              | Escritor(es)                    | Duración |  |
| 1.       | «Love Surrounds Me» | Wilson, Geoffrey Cushing-Murray | 3:34     |  |
| 2.       | «Wild Situation»    | Wilson, Jakobson                | 3:24     |  |
| 3.       | «Common»            | Wilson                          | 3:30     |  |
| 4.       | «Are You Real»      | Wilson, Jakobson                | 3:39     |  |

| Side three |                      |                               |          |  |
| N.º        | Título               | Escritor(es)                  | Duración |  |
| 1.         | «He's a Bum»         | Wilson, Jakobson              | 2:43     |  |
| 2.         | «Cocktails»          | Wilson, Jakobson, John Hanlon | 3:00     |  |
| 3.         | «I Love You»         | Wilson, Jakobson              | 2:02     |  |
| 4.         | «Constant Companion» | Muñoz, Rags Baker             | 3:17     |  |

| Side four |                                       |                  |          |  |
| N.º       | Título                                | Escritor(es)     | Duración |  |
| 1.        | «Time for Bed»                        | Wilson, Jakobson | 3:04     |  |
| 2.        | «Album Tag Song»                      | Wilson           | 3:41     |  |
| 3.        | «All Alone»                           | Muñoz            | 3:41     |  |
| 4.        | «Piano Variations on Thoughts of You» | Wilson           | 2:52     |  |